# Gilletinus rugosifrons
Gilletinus rugosifrons är en skalbaggsart som beskrevs av Henry Fuller Howden 1989. Gilletinus rugosifrons ingår i släktet Gilletinus och familjen Bolboceratidae. Inga underarter finns listade i Catalogue of Life.